# Itolia
Itolia is een vliegengeslacht uit de familie van de roofvliegen (Asilidae).

## Soorten
- I. atripes Wilcox, 1949
- I. fascia Martin, 1966
- I. maculata Wilcox, 1936
- I. pilosa Martin, 1966
- I. timberlakei Wilcox, 1949